# Atentado en la iglesia de Peshawar de 2013
El 22 de septiembre de 2013, un doble atentado suicida tuvo lugar fuera de una iglesia en Peshawar, Pakistán, en la que más de 85 personas murieron y otras 130 resultaron heridas. Fue el ataque más mortífero contra la minoría cristiana en la historia de Pakistán. «Nadie se ha atribuido la responsabilidad del ataque, pero la sospecha probablemente recaerá en uno de los muchos grupos militantes islámicos del país», informó el diario Los Angeles Times.

## Reacciones
- El primer ministro Nawaz Sharif, condenó el ataque y dijo que los terroristas no tienen religión y que estar en contra de gente inocente está en contra de las enseñanzas del Islam.[6]